# Вельтруси
 Вельтруси (чеськ. Veltrusy) — містечко у центральночеському краї Чехії, за 25 км на північ від Праги.

## Історія
Сучасне містечко Вельтруси розташоване на правому березі річки Влтава. Відстань від столиці Прага дорівнює 25 км на північ. Садиба розташована на трасі Прага — Дрезден.
Перші відомості про поселення відомі з 1226 р. через передачу села у власність монастиря в Доксанах чеським королем Пржемислом Отакаром І. У 1410 р. власник змінився. У 17 столітті відбулася чергова зміна власника — невеличка фортеця стала надбанням родини Хотек. Вони і були володарями земель і замку-палацу до 1945 р. По війні останній володар замку емігрував до Західної Європи, де помер, не залишивши спадкоємця. В Соцалістичній Чехословаччині замок націоналізували, зробивши культурним закладом.